# Karl Ludwig Reimer

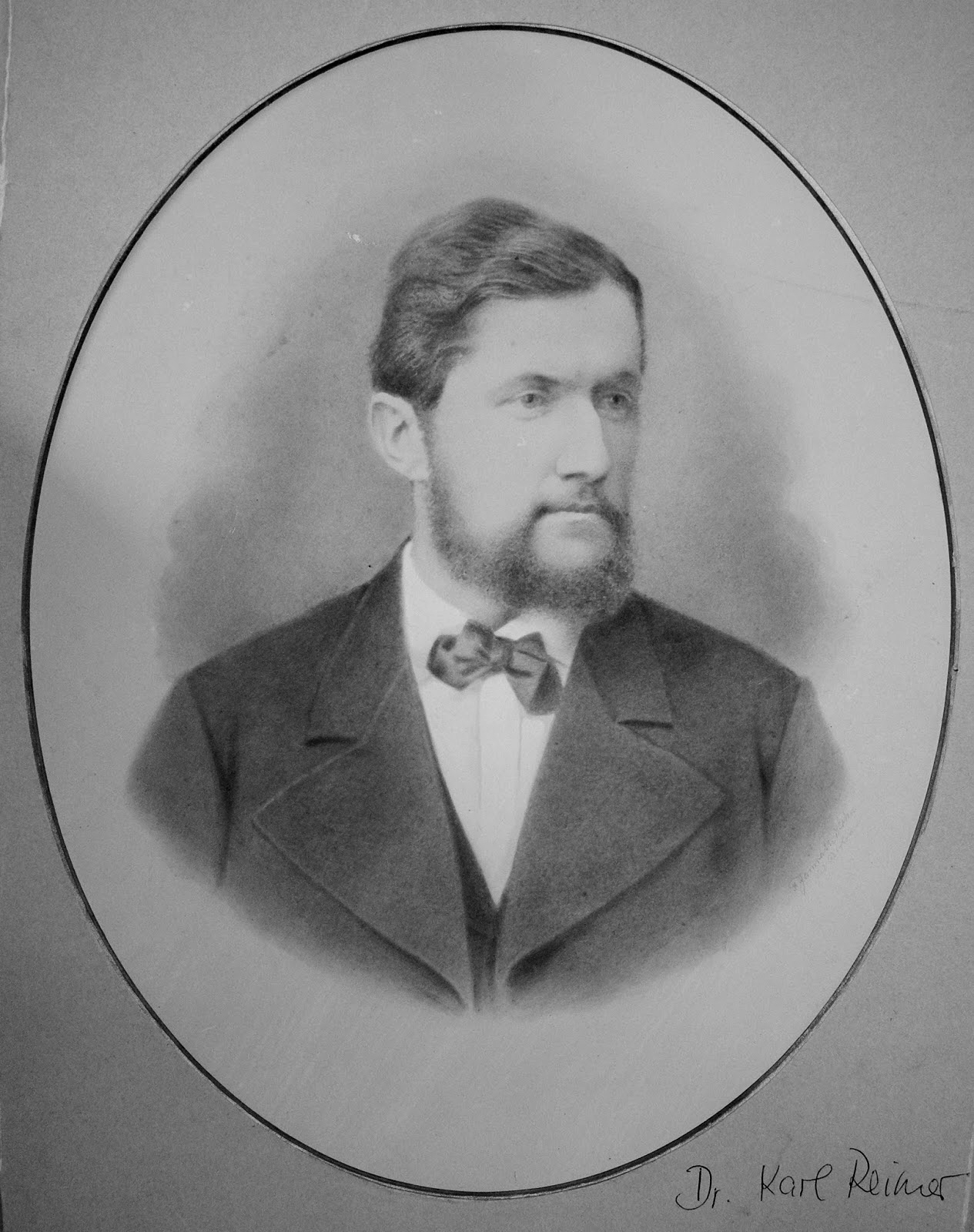
Karl Reimer em 1871

Karl Ludwig Reimer (1845-1883) foi um químico e pesquisador alemão, que, juntamente com Ferdinand Tiemann (1848-1899) - seu colaborador em Berlim em 1876 - descobriu a síntese do aldeído salicílico a partir do fenol. Reimer e Tiemann investigaram a reação e publicaram vários artigos juntos.
Reimer logo abandonou sua pesquisa, presumivelmente para se concentrar no desenvolvimento da empresa "Haarmann and Reimer" em Holzminden, fundada em 1876 e agora parte da Bayer.Seu parente de mesmo nome, Karl Ludwig Reimer (1856-1921) , filho do editor alemão Dietrich Reimer, continuou em suas investigações. Ele era filho de um filho de Karl August Reimer (1801-1858), um editor e livreiro alemão  .

Síntese de vanilina por Karl Reimer de guaiacol

## Biografia
Reimer cresceu em Berlim onde estudou química nas Universidades de Göttingen, Greifswald e Heidelberg. Em 1871 obteve o doutorado com August von Hofmann (1818-1892) sob a orientação de Ferdinand Tiemann, então dedicado à pesquisa industrial. Ele se interessou muito pela química dos aromáticos e, posteriormente, junto com Tiemann, descobriu a Reação de Reimer-Tiemann, que possibilitou a produção barata de vanilina a partir do guaiacol, segundo a reação:

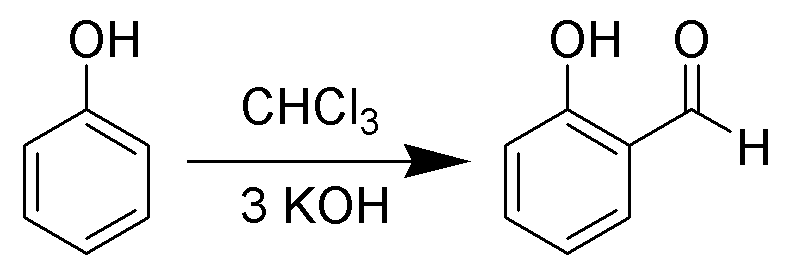
Reação de Reimer-Tiemann

## Trabalho selecionado
- Ueber einige Derivate des Gährungsbutylalkohols (Sobre certos derivados da fermentação do álcool butílico), 1871.

## Literatura
- Química Orgânica: O Jogo do Nome: Termos Cunhados Modernos e Suas Origens, Alex Nickon, Ernest F. Silversmith
- Elsevier's Dictionary of Chemoetymology: The Whys and Whereces of Chemical. . . , Alexandre Senning
- Gestão Sustentável da Cadeia de Valor: Oferecendo Sustentabilidade Através do . . . , Michael D'heur
- Biblioteca Mundial de e-books Arquivado em 2015-06-17 no Wayback Machine  arquivo online </link>
- Uma História da Indústria Química Internacional, Fred Aftalion
- O Desenvolvimento da Química Moderna, Aaron J. Ihde
- Artigos de Química: Volume de Panfletos, Henry Carrington Bolton
- Betörende Düfte, sinnliche Aromen, Joachim Schreiber
- Riechstoffe, zwischen Gestank und Duft: Vorkommen, Eigenschaften und . . . , Wolfgang Legrum